# Loena 8
Loena 8 (E-6 serie) of Loenik 8 (Russisch: Луна-8) was een onbemand ruimtevaartuig van het Loenaprogramma van de Sovjet-Unie. Op 3 december 1965 werd Loena 8 gelanceerd met de bedoeling een zachte landing uit te voeren op de Maan. De remraket kwam echter te laat in actie, in dit geval, waardoor Loena 8 op de maanbodem van Oceanus Procellarum te pletter sloeg.
De vlucht was wel succesvol in het uittesten van een geleide-ster-navigatiesysteem en de besturing vanaf de aarde van de radioapparatuur, de navigatie van de vlucht en andere instrumenten.
Deze elfde Sovjetpoging om een zachte landing op de maan uit te voeren, was bijna een succes geweest. Na een koerscorrectie op 4 december was Loena 8 zonder problemen onderweg naar de Maan.
Vlak voordat de remraket in actie zou komen, werd de opdracht gegeven om de airbags en stootkussens op te blazen. Een van de twee airbags raakte lek door een plastic haakje dat uitstak.
De lucht die hieruit ontsnapte deed Loen 8 ronddraaien met een snelheid van twaalf graden per seconde. Ze kwam kortdurend terug in de juiste stand, zodat de remraket negen seconden kon werken, maar werd toen weer onstabiel.
De remraket werkte te kort om de snelheid afdoende te verminderen, en Loena 8 stortte neer op 6 december 1965 om 21:51:30 UT, bij de krater Keppler ;9,8 graden nB;5=63,18 graden WL.